# آرك (نهر)
آرك هو نهر يبلغ طوله 127 كيلومترًا (79 ميلًا) يقع في إقليم سافوا  جنوب شرق فرنسا.